# نظرية الحقل الشبكي
في الفيزياء، نظرية الحقل الشبكي هي دراسة النماذج الشبكية لنظرية الحقل الكمومي، أي لنظرية المجال في الزمكان الذي تم تحديده على شبكة.